# Jubileu de Ouro de Jorge III do Reino Unido
O Jubileu de Ouro de Jorge III do Reino Unido, também conhecido como O Grande Jubileu Nacional, em 25 de outubro de 1809 marcou 49 anos da ascensão do rei Jorge III ao trono britânico, e sua entrada no 50º ano de seu reinado. Foi a primeira dessas festividades a ser celebrada de forma significativa no Reino Unido e nas Colônias. As celebrações foram relativamente limitadas em comparação com os jubileus de alguns dos monarcas britânicos que se seguiram.

## História
Em março de 1809 e com as celebrações do jubileu se aproximando, os preços das velas começaram a subir à medida que as celebrações internas eram antecipadas. As festividades na Índia começaram em 4 de junho, aniversário oficial do rei, com o governador lançando uma fête em Bombaim, que contou com a presença de embaixadores de dentro do Império Indiano e de países vizinhos. As celebrações no Reino Unido começaram com um baile na Prefeitura em 24 de outubro de 1809. No dia seguinte, o Rei e a Rainha, juntamente com o Duque de Iorque, a Princesa Elizabeth e o Duque de Sussex, marcaram o evento com um serviço privado na Capela de São Jorge, o Castelo de Windsor e o Rei inspecionaram uma tropa de soldados, embora ele não tenha sido capaz de participar da maioria das celebrações que se seguiram devido à sua saúde em declínio. A Guarda Real organizou um assado de boi no Acre dos Solteiros, Windsor, que contou com a presença da Rainha, do Duque de Iorque, do Duque de Kent, da Princesa Elizabeth, do Duque de Cumberland, e do Duque de Sussex, que mais tarde se juntaram ao Príncipe de Gales e à Princesa Carlota de Gales. O Guildhall tinha construído um enorme arco ornamentado do outro lado da estrada, que a família real e a parte que acompanhava passaram quando entraram na cidade.  "Uma grande exibição de fogos de artifício" em Frogmore foi planejada e com a presença da Rainha, acompanhada pelos duques de Iorque, Clarence e Sussex, e as princesas Augusta, Elizabeth e Sophia. Entre outros participantes estavam o Conde de Uxbridge, o Conde e a Condessa Harcourt, o Conde e a Condessa de Cardigan, e os lordes Santa Helena e Walsingham.
Lojas foram fechadas para permitir a participação das pessoas nas festividades e o Lord Mayor de Londres e a City of London Corporation participaram de uma procissão até a Catedral de São Paulo, que culminou em um serviço de ação de graças e mais tarde um jantar na Mansion House. Cerca de 400 comerciantes e banqueiros se reuniram no Merchant Taylors's Hall, onde se juntaram aos condes de Westmorland, Chatham, Bathurst, Camden, Liverpool, St Vincent, bem como os lordes Harrowby, Mulgrave, Berkshire. Um certo número de crianças foram batizadas de Jubileu George ou Jubileu Charlotte em homenagem ao Rei e à Rainha.
Desertores militares e prisioneiros de guerra foram perdoados e devedores foram dispensados, excluindo aqueles que eram de origem francesa devido às guerras napoleônicas em curso. Entre os marcos encomendados para marcar a ocasião estavam um monumento erguido em Windsor e revelado na presença da Rainha, da Estátua do Rei em Weymouth, da Rocha do Jubileu em Blisland e da Torre do Jubileu em Moel Famau. Uma série especial de jarros também foram produzidos em Liverpool para comemorar o jubileu. Dois conjuntos de medalhas também foram atingidos, a Medalha Jubileu Rei Jorge III e a Medalha Jubileu Rei Jorge III e Rainha Charlotte.

## Galeria

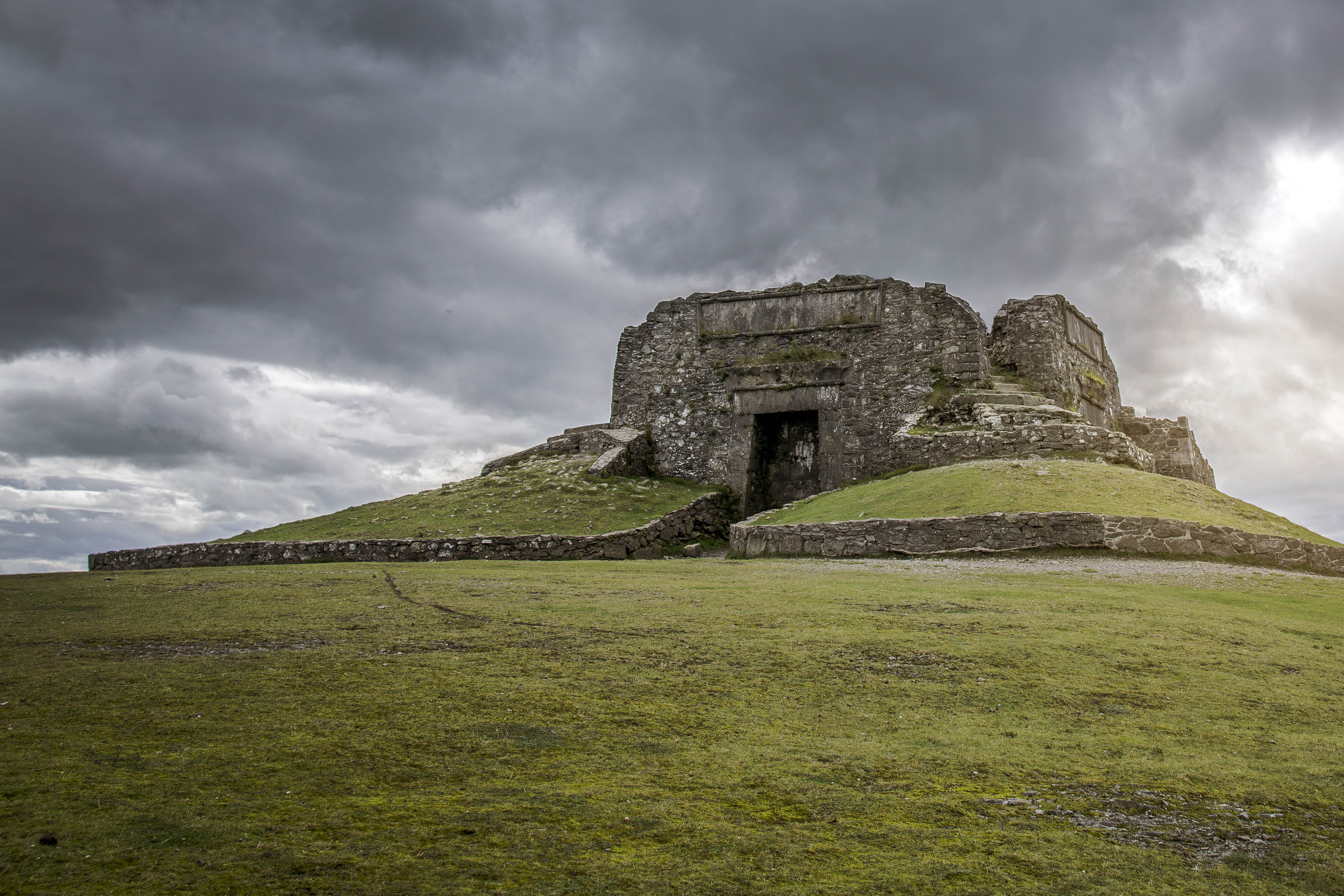
Torre do Jubileu em Moel Famau, no Norte de Gales
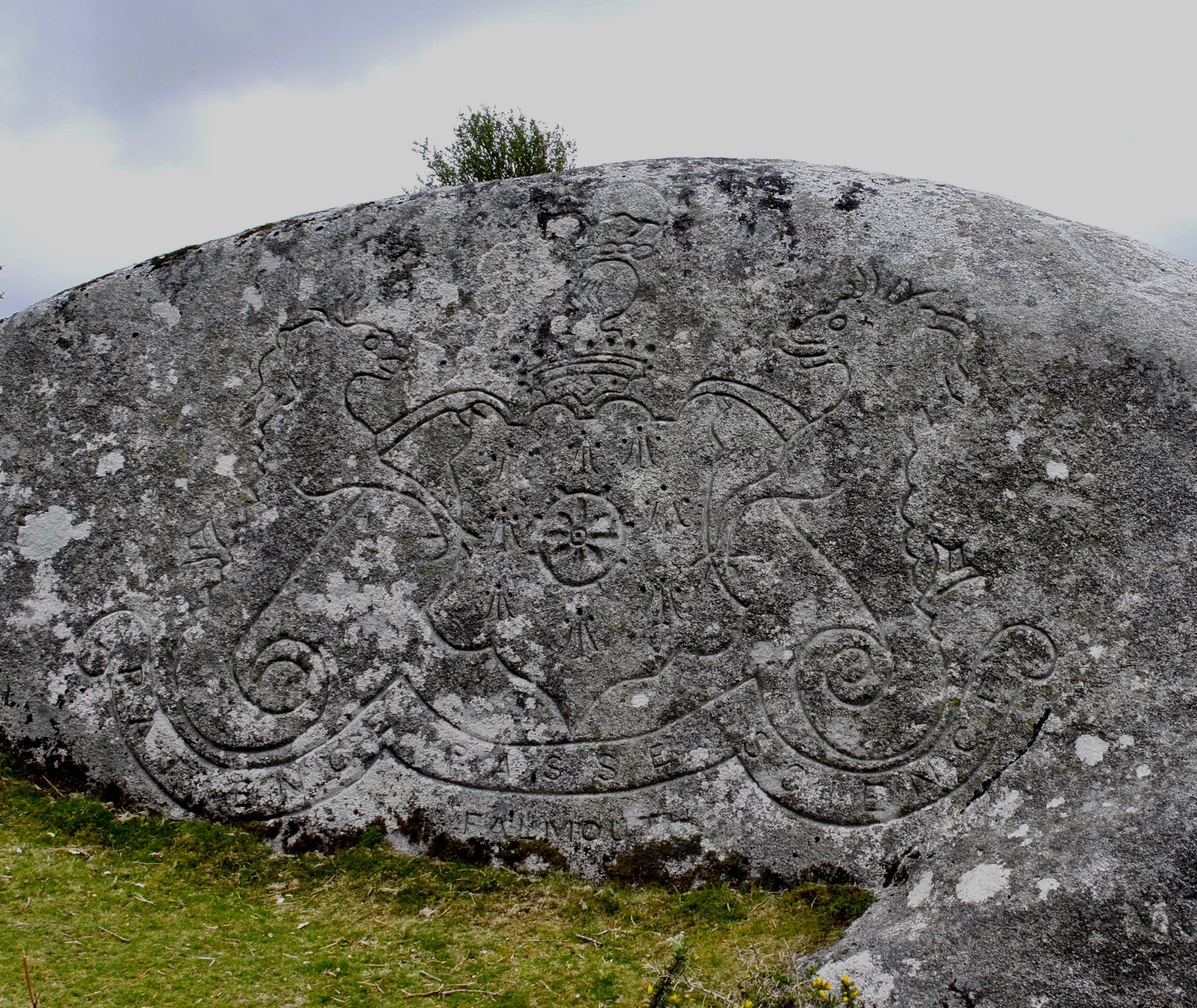
O Jubilee Rock em Blisland, originalmente decorado em 1810 e restaurado em 1859 e 1887
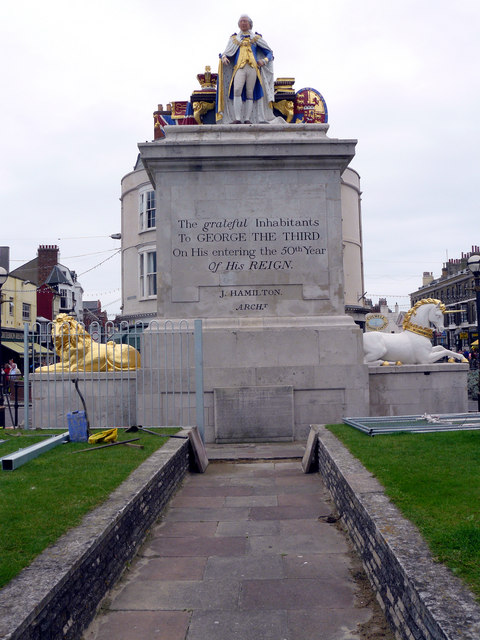
Monumento em homenagem ao Rei Jorge III, com estátua na parte superior.
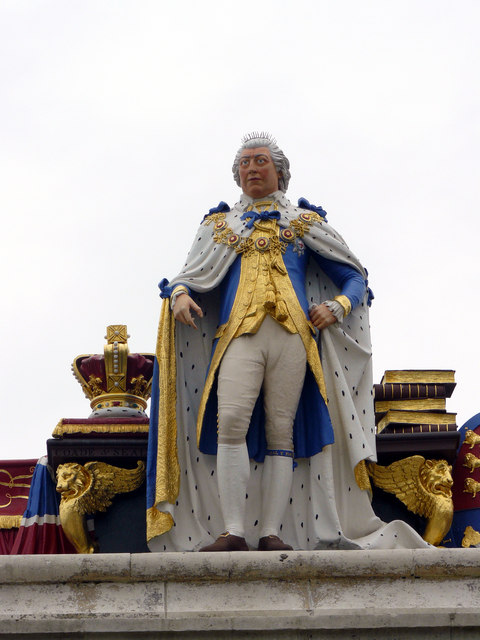
A Estátua do Rei em Weymouth, instalada em 1809 e restaurada em agosto de 2007
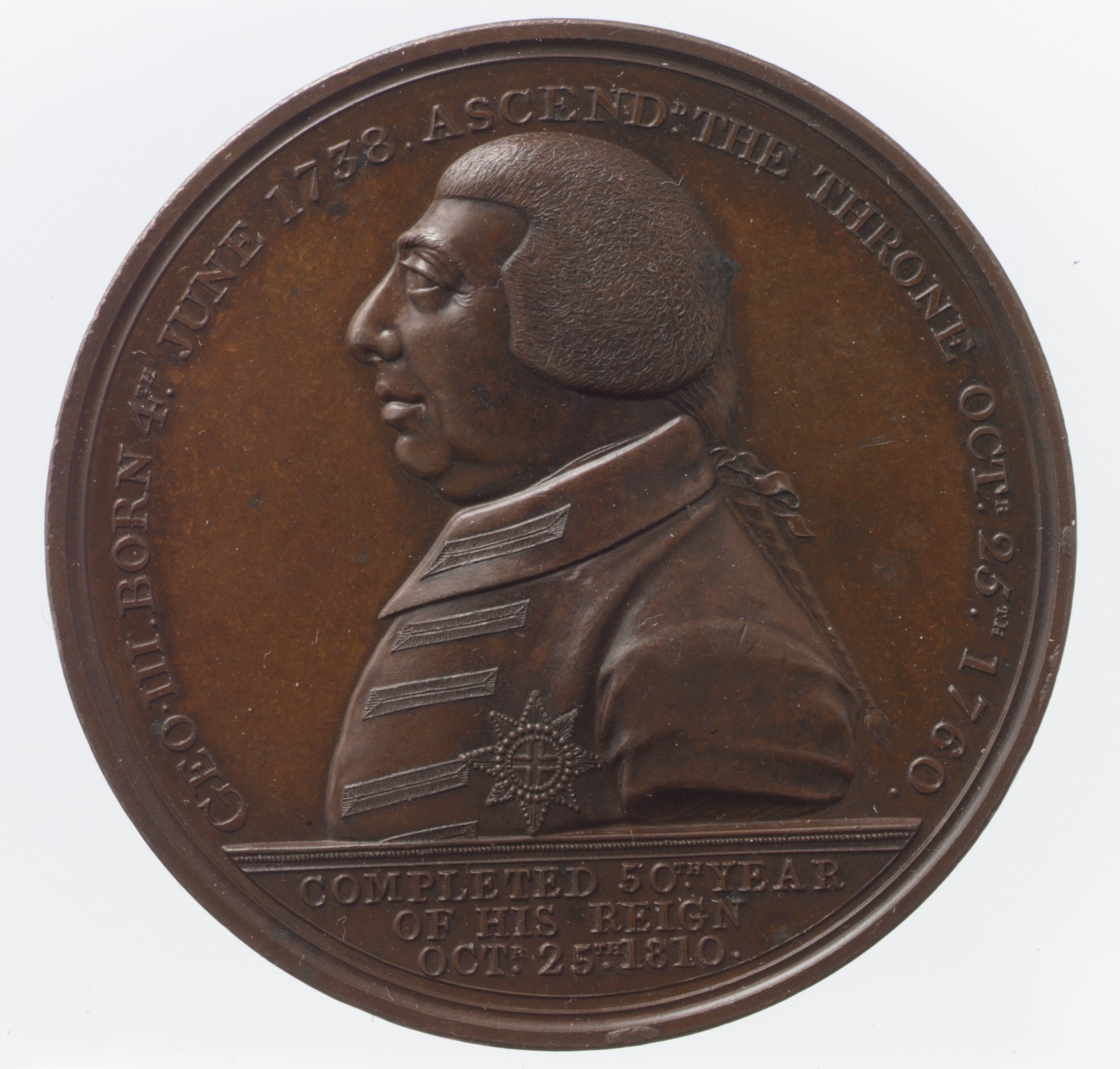
Medalha do Jubileu de Ouro de Jorge III, parte frontal
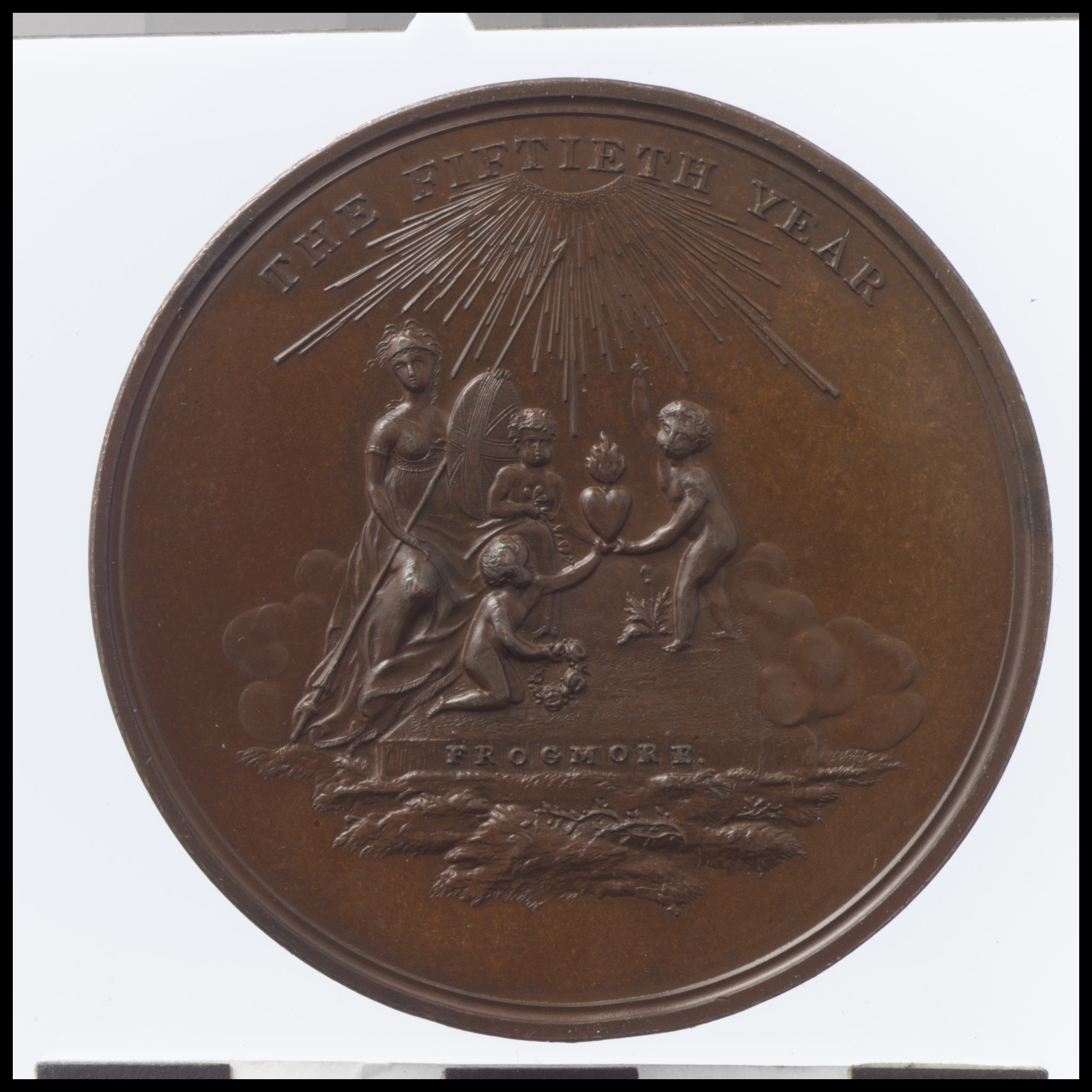
Medalha do Jubileu de Ouro de Jorge III, parte traseira